# 문창탁
문창탁(文昌鐸, 1930년 12월 4일~2004년 11월 14일)은 대한민국의 정치인이다. 제8대 국회의원을 지냈다.

## 학력
- 신의주 동중학교 졸업
- 건국대학교 경제학과 졸업
- 고려대학교 경영대학원 수료

## 경력
- 대한 역도연맹회장
- 대한 올림위원회 위원
- 민주공화당 사무차장
- 민주정의당 국책자문위원
- 대한민국헌정회 운영위원
- 대한민국헌정회 정책연구위원

## 역대 선거 결과
|  | 48.8% |

|  | 9.25% |